# Jelena Tiemnikowa
Jelena Władimirowna Tiemnikowa (ros. Елена Владимировна Темникова, ur. 18 kwietnia 1985 w Kurganie) – rosyjska piosenkarka, była wokalistka girls bandu Serebro.

## Życiorys

### Kariera
W 2003 roku zajęła trzecie miejsce w programie Pierwszego kanału Fabrika zwiozd 2. W 2007 roku, wraz z Mariną Lizorkiną i Olgą Sieriabkiną, została wokalistką nowo powstałego zespołu Serebro, który został sformowany na potrzeby reprezentowania Rosji w 52. Konkursie Piosenki Eurowizji. Ich konkursowym utworem został „Song #1”, z którym zajęły trzecie miejsce w finale konkursu, organizowanego w Helsinkach.
Z zespołem wydała dwa albumy studyjne: OpiumRoz (2009)' i Mama Lover (2012). 15 maja 2014 roku odeszła z zespołu, decydując się na karierę solową.

### Życie prywatne
Ma starszą siostrę Nataszę, męża Dmitrija i córkę Aleksandrę.